# Francisco Ayala
Francisco Ayala García-Duarte (Granada, 1906. március 16. – Madrid, 2009. november 3.) spanyol író volt, a 27-es nemzedék utolsó képviselője.

## Élete
1906. március 16-án született Granadában. 16 éves korában Madridba ment, ahol jogot és bölcsészetet tanult. 1906-ban jelent meg első két regénye, a Tragicomedia de un hombre sin espíritu (Egy szellemtelen ember tragikomédiája) és a Historia de un amanecer (Egy napkeleti mese) című regénye.
Jogi doktorátust szerzett a madridi Complutense Egyetemen, ahol tanárként dolgozott. 1929 és 1931 között, a nácizmus megjelenése idején egy posztgraduális ösztöndíj lehetővé tette számára, hogy Berlinbe menjen filozófiát és szociológiát tanulni. Ott ismerkedett meg a chilei Etelvina Silva Vargas-szal, akit 1931-ben feleségül vett, és született egy lányuk, Nina.
Gyakori munkatársa volt a Revista de Occidente és a Gaceta Literaria című folyóiratoknak.
A köztársaság elején a parlament ügyvédje lett. A spanyol polgárháború kitörésekor Dél-Amerikában tartott előadásokat; a háború alatt a Külügyminisztériumban dolgozott.
A spanyol polgárháború alatt apját és öccsét, Rafaelt a nacionalisták megölték. Amikor a köztársaságiak elvesztették a háborút, Buenos Airesbe száműzték, ahol tíz évet töltött. Itt a Sur című irodalmi folyóiratnak, a La Nación című újságnak és a Losada kiadónak dolgozott. Spanyol társával, Lorenzo Luzuriagával együtt megalapította a Realidad című folyóiratot.
Az 1950-es években Puerto Ricóba költözött, ahol Manuel Rodríguez Ramos dékán meghívására a Puerto Ricó-i Egyetem jogi karán tanított. Később az Egyesült Államokba ment, ahol spanyol irodalmat tanított a Princeton, Rutgers, New York és Chicago egyetemeken, bár szoros szellemi és kulturális kapcsolatot tartott fenn Puerto Ricóval, ahová más neves spanyolok, például Pablo Casals és Juan Ramón Jiménez is száműzetésben élt.
Először 1960-ban tért vissza Spanyolországba. Ettől az évtől kezdve minden nyáron visszatért, házat vásárolt ott, és újra bekapcsolódott az irodalmi életbe. Franco halála után, 1976-ban végleg Madridba költözött, ahol íróként, előadóként és újságíróként folytatta munkásságát. 1983-ban, 77 éves korában beválasztották a Real Academia Española tagjai közé. Egészen idős koráig írt. 1988-ban megkapta a Premio Nacional de las Letras Españolas díjat. 1991-ben megkapta a Miguel de Cervantes-díjat, 1998-ban pedig az Asztúria hercegnője irodalmi díját.

## Pályája

### Fordítói munka
Az íráson és a tanításon túl Ayala fordítóként is dolgozott. A fordítói munkához való hozzáállásáról a Breve teoría de la traducción (1946) című művében írt, többek között Thomas Mann és Rainer Maria Rilke fordításai fűződnek a nevéhez.

### Madridi Egyetem
Ayala 1933-1936 között a madridi egyetem szociológia és politológia professzora volt, ahol irodalomkritikával és szociológiával egyaránt foglalkozott.

### Írás
A kritikusok Ayala munkásságát általában két szakaszra osztják: a spanyol polgárháború előtti és utáni időszakra.
Az első, polgárháború előtti szakaszban a Tragicomedia de un hombre sin espíritu (Egy szellemtelen ember tragikomédiája, 1925) és a Historia de un amanecer (Egy napkeleti mese, 1926) hagyományos elbeszélésmódot követ. Az El boxeador y el ángel (A bokszoló és az angyal, 1929) és a Cazador en el alba (Vadász hajnalban, 1930) című műveivel az avantgárd próza felé fordult. Mindkét mesegyűjtemény metaforikus stílusú, stilisztikailag briliáns, az anekdota iránti érdektelenséggel és a modern világ iránti rajongással.
Hosszú hallgatás után Ayala a száműzetés második szakaszát az El hechizado (A megbabonázott, 1944) című regénnyel kezdte, amely egy kreol férfiról szól, aki megpróbál találkozni II. Károly spanyol királlyal (akit megbabonázottnak neveznek), és amely a Los usurpadores (A bitorlók, 1949) című, hét elbeszélésből álló gyűjtemény része lett, amelynek közös témája a hatalomvágy. A történetet itt a múltra való reflektálásként használjuk, hogy jobban megismerjük a jelent. Ayala itt közelebb kerül Kafka egzisztenciális és abszurd világához, beleértve a hatalom erkölcstelenségének és ostobaságának implicit kritikáját is.
A La cabeza del cordero (A bárányfej, 1949) a polgárháborúról szóló elbeszélésgyűjtemény, amelyben nagyobb figyelmet fordít a szenvedélyek és az emberi viselkedés elemzésére, mint a külső fejlemények összefüggéseire. A Muertes de perro (Kutyahalálok, 1958) egy diktatúra alatt álló ország helyzetét ítélte el, miközben az emberi leépülést mutatja be egy értékek nélküli világban. Az El fondo del vaso (Az üveg alja, 1962) kiegészíti előző regényét, amelyet több szereplő is kommentál. Az irónia központi erőforrássá válik ebben a műben, bár a megvetést az ember iránti nagyobb megértés váltja fel.
E regények után Ayala továbbra is publikált novellákat, például az El As de Bastos (A pálcák ásza, 1963), az El rapto (Az emberrablás, 1965) és az El jardín de las delicias (A földi örömök kertje, 1971) című kötetekben összegyűjtött novellákat, amelyek közül az utóbbiak az első rész szatirikus tárgyilagosságával állnak szemben, Diablo mundo (Ördögi világ), és a második, Días felices (Boldog napok) című rész felidéző, szubjektív és lírai hangvétele között. Ezeket a műveket követte a De triunfos y penas (Diadal és bánat, 1982) és az El jardín de las malicias (A csínytevés kertje, 1988), amelyben hat, élete különböző időszakaiban írt mesét gyűjtött össze.
Ayala emellett termékeny esszéíró is volt, politikai és társadalmi kérdésekkel, valamint Spanyolország múltjáról és jelenéről, a filmművészetről és az irodalomról szóló elmélkedésekkel.
Emlékiratait Recuerdos y olvidos (Emlékek és visszatekintések, 1982, 1983, 1988, 2006) címmel írta meg. Tagja volt az Academia de Buenas Letras de Granadának. 2003 novemberében szülőhelyén a Granada Histórica egyesület tiszteletbeli tagjává nevezte ki. Megemlítette, hogy „talán ez volt életem utolsó szakaszának egyik legszebb pillanata, mert miután közel egy évszázadon át a világ minden táján granadinónak éreztem magam, most úgy érzem, hogy maguk a granadinók ismernek el”.
El Tajo (A Tajo) című novellája bekerült Ignacio Martínez de Pisón spanyol író Partes de guerra (Háborús jelentések) című, a spanyol polgárháborúról szóló elbeszéléseket tartalmazó antológiájába.
1997 óta az Európai Tudományos és Művészeti Akadémia tagja.
2007-ben ő lett az Instituto Cervantes Caja de las Letras (Levélszekrény) első adományozója.

## Halála
Francisco Ayala 2009. november 3-án, 103 éves korában Madridban halt meg. A madridi San Isidro temetőben hamvasztották el. Második felesége, a tudós és fordító Carolyn Richmond maradt.

## Művei

### Elbeszélések
- Tragicomedia de un hombre sin espíritu (1925)
- Historia de un amanecer (1926)
- El boxeador y un ángel (1929)
- Cazador en el alba (1930)
- El hechizado (1944)
- Los usurpadores (1949)
- La cabeza del cordero (1949)
- Historia de macacos (1955)
- Muertes de perro (1958)
- El fondo del vaso (1962)
- El as de Bastos (1963)
- Mis mejores páginas (1965)
- El rapto (1965)
- Cuentos (1966)
- Obras narrativas completas. Glorioso triunfo del príncipe Arjuna (1969)
- Lloraste en el Generalife.
- El jardín de las delicias (1971)
- El hechizado y otros cuentos (1972)
- De triunfos y penas (1982)
- Recuerdos y olvidos. 1. Del paraíso al destierro (1982)
- Recuerdos y olvidos. 2. El exilio (1983)
- Recuerdos y olvidos. 3. Retornos (1988)
- El jardín de las malicias (1988)
- Relatos granadinos (1990)
- Recuerdos y olvidos 1 (1982) (Emlékek)
- Recuerdos y olvidos 2 (1983) (Emlékek)
- El regreso (1992)
- El tiempo y yo, o El mundo a la espalda (1992)
- De mis pasos en la tierra (1996)
- Dulces recuerdos (1998).
- Un caballero granadino y otros relatos (1999)
- Cuentos imaginarios (1999)
- «La niña de oro» y otros relatos (2001)
- El jardín de las delicias [edición definitiva] (2006)
- Recuerdos y olvidos (1906–2006) [edición definitiva] (2006)

### Esszé
- El derecho social en la Constitución de la República española (1932)
- El pensamiento vivo de Saavedra Fajardo (1941)
- El problema del liberalismo (1941)
- El problema del liberalismo (1942) Edición ampliada.
- Historia de la libertad (1943)
- Los políticos (1944)
- Histrionismo y representación (1944)
- Una doble experiencia política: España e Italia (1944)
- Ensayo sobre la libertad (1945)
- Jovellanos (1945)
- Ensayo sobre el catolicismo, el liberalismo y el socialismo (1949) De Donoso Cortés(wd), con edición y estudio preliminar de Francisco Ayala.
- La invención del Quijote (1950)
- Tratado de sociología (1947)
- Ensayos de sociología política (1951)
- Introducción a las ciencias sociales (1952)
- Derechos de la persona individual para una sociedad de masas (1953)
- Breve teoría de la traducción (1956)
- El escritor en la sociedad de masas (1956)
- La crisis actual de la enseñanza (1958)
- La integración social en América (1958)
- Tecnología y libertad (1959)
- Experiencia e invención (1960)
- Razón del mundo (1962)
- De este mundo y el otro (1963)
- Realidad y ensueño (1963)
- La evasión de los intelectuales (1963)
- Problemas de la traducción (1965)
- España a la fecha (1965)
- El curioso impertinente, de Miguel de Cervantes (1967) Edición y prólogo.
- El cine, arte y espectáculo (1969)
- Reflexiones sobre la estructura narrativa (1970)
- El Lazarillo: reexaminado. Nuevo examen de algunos aspectos (1971)
- Los ensayos. Teoría y crítica literaria (1972)
- Confrontaciones (1972)
- Hoy ya es ayer (1972)
- Cervantes y Quevedo (1974)
- La novela: Galdós y Unamuno (1974)
- El escritor y su imagen (1975)
- El escritor y el cine (1975)
- Galdós en su tiempo (1978)
- El tiempo y yo. El jardín de las delicias (1978)
- Palabras y letras (1983)
- La estructura narrativa y otras experiencias literarias (1984)
- La retórica del periodismo y otras retóricas (1985)
- La imagen de España (1986)
- Mi cuarto a espaldas (1988)
- Las plumas del Fénix. Estudios de literatura española (1989)
- El escritor en su siglo (1990)
- Contra el poder y otros ensayos (1992)
- El tiempo y yo, o el mundo a la espalda (1992)
- En qué mundo vivimos (1996)
- Miradas sobre el presente: ensayos y sociología, 1940-1990 (2006)

### Sajtócikkek
- El mundo y yo (1985)

### Fordítások
- Arnold Zweig, Lorenzo y Ana (1930)
- Godehard J. Ebers, Derecho eclesiástico del Estado (1931)
- Juana Duprat, Las funciones sociales del Estado según el señor Posada (1931)
- Karl Kautsky, El programa de Erfurt (1933)
- Carl Schmitt, Teoría de la constitución (1934) Fordítás és előszó.
- Ernst Manheim(wd), La opinión pública (1936)
- Karl Mannheim, El hombre y la sociedad en la época de crisis (1936)
- Emil Ludwig(wd), Tres dictadores… y un cuarto (1939)
- Arnold Zweig, El pensamiento vivo de Spinoza (1939)
- Hermann Rauschning(wd), La revolución del nihilismo (1940)
- Thomas Mann, Carlota en Weimar (1941)
- Thomas Mann, Las cabezas trocadas (1941)
- Rainer Maria Rilke, Los cuadernos de Malte Laurids Brigge (1941)
- François Mauriac, El pensamiento vivo de Pascal (1941)
- Georges Gurvitch(wd), Las formas de la sociabilidad (1941)
- Sieyès, ¿Qué es el tercer estado? (1942)
- Benjamin Constant, Mélanges de la Littérature et de Politique (1943)
- Hans Freyer(wd), La sociología, ciencia de la realidad (1944)
- Georg Simmel, Schopenhauer y Nietzsche (1944)
- Emil Ludwig,  Beethoven (1944)
- Rainer Maria Rilke, Die Aufzeichnungen von Malte Laurids Brigge (1944)
- Jeremy Bentham, Tratado de los sofismas políticos (1944)
- Hans Kelsen, La idea del Derecho Natural y otros ensayos (1946)
- Manuel Antônio de Almeida(wd), Memorias de un sargento de milicias (1946)
- Léon Bloy(wd), Páginas escogidas (1884-1905) (1946)
- Maximilian Beck(wd), Psicología: Esencia y realidad del alma (1947) Fordítás Otto Langfelderrel.
- Manuel Antônio de Almeida(wd), Memorias de un sargento de milicias (1947)
- Alex Comfort(wd), La novela y nuestro tiempo (1949)
- Alberto Moravia, La romana (1950)
- Leonardo da Vinci, Breviarios (1952)
- Johann Peter Eckermann, Conversaciones con Goethe (1956)

### Magyarul megjelent
- Rút halál (Muertes de perro) – L'Harmattan, Budapest, 2009 · ISBN 9789632362052 · Fordította: Imrei Andrea

## Fordítás
- Ez a szócikk részben vagy egészben  a   Francisco Ayala című angol Wikipédia-szócikk fordításán alapul.  Az eredeti cikk szerkesztőit annak laptörténete sorolja fel. Ez a jelzés csupán a megfogalmazás eredetét és a szerzői jogokat jelzi, nem szolgál a cikkben szereplő információk forrásmegjelöléseként.